# Ebolavirus
El virus del Ébola (Ebolavirus) es un género de virus de la familia Filoviridae que se detectó por primera vez en algunas regiones de África. La enfermedad que produce una fiebre hemorrágica viral de la misma categoría que la fiebre de Malburg, la fiebre de Lassa y la fiebre del dengue. Es el patógeno causante de la enfermedad del Ébola, una enfermedad infecciosa muy grave que afecta a los seres humanos.
Este nombre proviene del río Ébola (en la República Democrática del Congo, antigua Zaire), donde fue identificado por primera vez en 1976 durante una epidemia con elevada tasa de mortalidad.
El brote de ébola en República Democrática del Congo fue declarado como emergencia de salud pública de interés internacional por la Organización Mundial de la Salud (OMS).

## Virología
La familia Filoviridae comparte muchas características con las familias Paramyxoviridae y Rhabdoviridae, todas incluidas en el orden Mononegavirales. El virus del Ébola no presenta reacciones serológicas cruzadas con el virus de Marburgo. Esto permite su identificación serológica.

### Morfología
Tanto el Ebolavirus como el Marburgvirus son virus pleomórficos (de morfología variable), cuyos viriones suelen presentar formas filamentosas (de ahí su catalogación como «filovirus»; véase imagen) que pueden alcanzar grandes longitudes (hasta 14 000 nm); sin embargo, presentan un diámetro bastante uniforme (aproximadamente 80 nm).
El genoma del virus consiste en una molécula única de ARN monocatenario lineal de polaridad negativa (19,1 kb) que tiene la información codificada para siete proteínas estructurales que forman el virión. El virión está constituido por un nucleoide proteico con forma tubular (20-30 nm de diámetro) rodeado por una cápsida helicoidal (40-50 nm), recubierta a su vez por una membrana regularmente espiculada, su envoltura viral, estructuralmente integrada por una única glicoproteína viral.
El nucleoide está constituido por dos tipos de proteínas: la proteína NP, cuya función es estructural, y la proteína L, una ARN polimerasa. La cápsida se conforma por varias proteínas: proteína P, VP30 (proteína que le permite desdoblarse dentro de una célula hospedadora), VP35, VP24 y VP40. Las proteínas VP24 junto con la VP40 forman una matriz que mantiene unidos el nucleoide con la cápsida (nucleocápsida viral).

## Transmisión
El virus del Ébola se transmite entre humanos a través del contacto físico cercano y directo con fluidos corporales infectados, de los cuales los más infecciosos son la sangre, las heces y el vómito.[cita requerida]
El virus del Ébola también se ha detectado en la leche materna, la orina y el semen. En un hombre convaleciente, el virus puede persistir en el semen durante al menos 70 días, aunque un estudio sugiere una persistencia de más de 90 días.
La saliva y las lágrimas también pueden implicar algún riesgo. Sin embargo, los estudios que señalan el carácter infeccioso de estos fluidos corporales adicionales son extremadamente limitados en cuanto al tamaño de la muestra, por lo que sus resultados no son concluyentes. En estudios sobre la saliva, el virus se detectó sobre todo en pacientes que se encontraban en un estado avanzado de la enfermedad. El virus vivo entero nunca se ha aislado en el sudor.
El virus del Ébola también puede transmitirse indirectamente por contacto con superficies y objetos contaminados. El riesgo de transmisión a partir de estas superficies es bajo y puede reducirse aún más si se aplican procedimientos adecuados de limpieza y desinfección.

## Síntomas
Los síntomas a menudo comienzan con fiebre, dolor de cabeza severo, dolor de garganta, debilidad general, dolor abdominal, diarrea y vómitos. Los síntomas tardíos incluyen hemorragias (internas y externas), insuficiencia orgánica, y muchas veces, la muerte.

## Vacuna
Una vacuna experimental contra el ébola ha sido comprobada con un 100 % de probabilidad por la OMS, la vacuna se llama rVSV-ZEBOV, se realizó un ensayo con 11 841 personas durante el 2015, 5837 personas recibieron la vacuna, las cuales no presentaron ningún síntoma del virus. El ensayo fue liderado por la OMS, junto con el Ministerio de Salud de Guinea, Medecins sans Frontieres (Médicos sin Fronteras) y el Instituto Noruego de Salud Pública, en colaboración con otros socios internacionales. «Si bien estos resultados convincentes llegan demasiado tarde para aquellos que perdieron la vida durante la epidemia de ébola en África Occidental, muestran que cuando el próximo brote de ébola llegue, no estaremos indefensos», dijo Marie-Paule Kieny, Subdirectora General de Salud de la OMS, Sistemas e Innovación, y autora principal del estudio.